# Championnat d'Égypte de football 1959-1960
Navigation
Saison précédente Saison suivante
La saison 1959-1960 du Championnat d'Égypte de football est la 10e édition du championnat de première division égyptien. Dix clubs égyptiens prennent part au championnat organisé par la fédération. Les équipes sont regroupées au sein d'une poule unique où elles rencontrent leurs adversaires deux fois, à domicile et à l'extérieur.
Cette saison est un tournant dans l'histoire du championnat puisque le club du Zamalek SC met fin à la domination sans partage d'Al Ahly SC, champion d'Égypte depuis 1948, en remportant la compétition, après avoir terminé en tête du classement final, avec un seul point d'avance sur le Tersana SC. Le tenant du titre ne prend que la 3e place, à six points du Zamalek. C'est le tout premier titre de champion d'Égypte de l'histoire du club, qui réussit même le doublé en s'imposant face au club d'Al Olympi en finale de la Coupe d'Égypte.

## Les clubs participants
| - Al Ahly SC - Tersana SC - Zamalek SC - Ittihad Suez - Ghazl El Mahallah | - Al-Qanah - Al Olympi - Ittihad Alexandrie - Al Sekka Al Hadid - Tanta FC |

## Compétition

### Classement
Le classement est établi sur le barème de points classique (victoire à 2 points, match nul à 1, défaite à 0).
| Rang | Équipe             | Pts | J  | G  | N  | P  | Bp | Bc | Diff |
| ---- | ------------------ | --- | -- | -- | -- | -- | -- | -- | ---- |
| 1    | Zamalek SC C       | 28  | 18 | 12 | 4  | 2  | 38 | 14 | +24  |
| 2    | Tersana SC         | 27  | 18 | 11 | 5  | 2  | 39 | 20 | +19  |
| 3    | Al Ahly SC T       | 22  | 18 | 8  | 6  | 4  | 29 | 16 | +13  |
| 4    | Al Qanah           | 19  | 18 | 4  | 11 | 3  | 22 | 20 | +2   |
| 5    | Ghazl El Mahallah  | 17  | 18 | 5  | 7  | 6  | 16 | 16 | 0    |
| 6    | Tanta FC           | 16  | 18 | 5  | 6  | 7  | 18 | 25 | -7   |
| 7    | Ittihad Suez       | 15  | 18 | 4  | 7  | 7  | 19 | 24 | -5   |
| 8    | Al Olympi          | 14  | 18 | 5  | 4  | 9  | 24 | 38 | -14  |
| 9    | Al Sekka Al Hadid  | 11  | 18 | 3  | 5  | 10 | 21 | 38 | -17  |
| 10   | Ittihad Alexandrie | 11  | 18 | 4  | 3  | 11 | 16 | 31 | -15  |

| Légende : Qualifications et relégations | Légende : Qualifications et relégations                |
| --------------------------------------- | ------------------------------------------------------ |
|                                         | Champion d'Égypte 1959-1960                            |
|                                         | T : Tenant du titre C : Vainqueur de la Coupe d'Égypte |

## Bilan de la saison
| Championnat d'Égypte de football 1959-1960 |                        |
| Champion                                   | Zamalek SC (1er titre) |
| Coupes et trophées                         |                        |
| Vainqueur de la Coupe d'Égypte 1959-1960   | Zamalek SC             |
| Promotions et relégations                  |                        |
| Promus en Egyptian Premier League          | Aucun                  |
| Relégués en Egyptian Second League         | Aucun                  |